# Flyer Motor Car Company
Die Flyer Motor Car Company war ein kurzlebiger US-amerikanischer Automobilhersteller vor dem Ersten Weltkrieg.

## Beschreibung
Die Firma begann 1913 mit der Produktion eines Kleinwagens in Elizabeth (New Jersey).
Der Flyer wurde von der Presse als Cyclecar betrachtet, obwohl er in Größe und Ausstattung eher einem "richtigen" Auto wie dem Ford Modell T entsprach. Der Hersteller sprach deshalb von einem "Nachbau des größeren modernen Automobils von heute, nur in kleinerer Ausführung".
Der Entwurf für den Flyer stammte von A. A. Gloetzner, der zuvor bei den Olds Motor Works gearbeitet hatte. Bald begann auch die Thomas Howard Company in Brooklyn (New York), das Auto für die Ostküste zu produzieren. Im Sinne einer Standortförderung erhielt die Flyer Motor Car Company attraktive Angebote für eine Verlegung des Firmensitzes nach Minneapolis (Minnesota) oder Mount Clemens (Michigan). Man entschied sich für letzteres, musste aber bereits 1914 den Betrieb schließen.
Glötzner nahm danach die Stellung eines Chefingenieurs bei Bour-Davis an.

## Technik
Der Flyer war ein attraktives Auto, das mehr bot als man gewöhnlich von einer Voiturette erwartete. Das Auto war nur als zweisitziger Roadster erhältlich. Der Radstand war mit 2540 mm (100 Zoll) großzügig bemessen und die Spur entsprach mit 1422 mm (56 Zoll) auch in etwa jener eines PKW. Der Motor war ein wassergekühlter Vierzylinder mit 20 PS nach damaliger Berechnungsmethode. Es gab ein konventionelles Dreiganggetriebe, die Kraft wurde mit einer Kardanwelle auf die Hinterachse übertragen und das Fahrzeug erhielt zu einem Preis von anfangs US$495, später US$600, einen elektrischen Anlasser und eine vollständige elektrische Ausrüstung.